# Peter van Roye
Peter van Roye (30 de mayo de 1950) es un deportista alemán que compitió para la RFA en remo.
Participó en los Juegos Olímpicos de Montreal 1976, obteniendo una medalla de bronce en la prueba de dos sin timonel. Ganó una medalla de bronce en el Campeonato Mundial de Remo de 1974.

## Palmarés internacional
| Juegos Olímpicos   | Juegos Olímpicos  | Juegos Olímpicos  | Juegos Olímpicos   |
| Año                | Lugar             | Medalla           | Prueba             |
| ------------------ | ----------------- | ----------------- | ------------------ |
| 1976               | Montreal (Canadá) | Medalla de bronce | Dos sin timonel    |
| Campeonato Mundial |                   |                   |                    |
| Año                | Lugar             | Medalla           | Prueba             |
| 1974               | Lucerna (Suiza)   | Medalla de bronce | Cuatro sin timonel |